# 小椋進
小椋 進（おぐら すすむ、1936年9月30日 - ）は日本の地方公務員。横浜市助役。

## 来歴
北海道大学工学部卒業。1961年 横浜市入庁。
企画調整局企画部企画課長、企画財政局企画調整室長、企画財政局理事兼企画調整室長などのポストを務め、1990年6月 金沢区長。1993年5月12日 企画財政局長。1994年7月 財政局長。1995年6月1日 横浜市助役。1999年3月 清水利光を後任に助役を退任。
2003年10月21日から神奈川県公安委員会委員となる（〜2006年10月20日）。
2012年4月29日 瑞宝中綬章を受章。

## 略歴
- 1961年4月：横浜市入庁。
- 1973年5月：下水道局施設課長。
- 1975年6月：下水道局建設部計画課長。
- 1980年7月：企画調整局企画部企画課長。
- 1982年6月：都市計画局計画部長。
- 1985年6月：企画財政局企画調整室長。
- 1988年5月：企画財政局理事 兼 企画調整室長。
- 1990年6月：金沢区長。
- 1993年5月12日：企画財政局長。
- 1994年7月：財政局長。
- 1995年6月1日：横浜市助役（〜1999年3月31日）。
- 2003年10月21日：神奈川県公安委員会委員（〜2006年10月20日）[3]。